# ジャック・シェパード (LOST)
ジャック・シェパード（Jack Shephard） はアメリカン・ブロードキャスティング・カンパニーのテレビジョン・ドラマシリーズ『LOST』でマシュー・フォックスによって演じられている架空の人物である。日本での吹き替え声優は井上和彦。ジャックは生存者のリーダーでドラマシリーズのメインキャラクターである。ジョン・ロックと対立して、ケイト・オースティンとジュリエット・バークに好意を抱く。
頑固で正義感、思い込みが強く時に暴走する時もある。左腕には漢字（中国語）の刺青が刻まれているが、プーケット旅行の際に彫ってもらったもの。父クリスチャンとの関係にトラウマを抱えている。物語の中でボストン・レッドソックスの勝敗を気にする描写がある事からレッドソックスのファンだと思われる。

## 人物

### 墜落前
ジャックは裕福な家庭に生まれ、父である外科医のクリスチャン・シェパードの跡を継ごうとしていたが、父にはジャックの若い頃から決して良い指導者にはなれないと言われていた。大学を卒業後、キャリアが浅いうちに脊髄外科医として彼は一人の若い女性を手術した。そして、彼は手術中に彼女の脊椎の神経涙嚢を切断してしまう。一瞬パニックに陥るが、数を5まで数えて完全に傷を治療した。この話は後にケイトの恐怖を取り除く際に思い起こすこととなる。その後ジャックはシャノン・ラザフォードの父であるアダム・ラザフォードとの事故に巻き込まれたサラの手術をする。
彼は手術の前にサラと話をして、両足が麻痺する可能性が高いにもかかわらず、絶対に治すと約束する。手術の後、ジャックはストレスを解消するためにスタジアムの階段をランニングしていた。そこでデズモンド・ヒュームに初めて出会う。病院に戻ると、サラが足を動かせることにジャックは驚かされる。その後、二人は8月15日に結婚した。
1ヶ月後、ジャックは結婚生活に参っていた。彼と父親は手術不可能な腫瘍を抱えたイタリア人と会い、彼はジャックに手術を頼む。ジャックはしぶしぶ手術を受け入れたが、手術で救うことができずに男は手術台の上で術中死する。

### 墜落後

#### シーズン1
ジャックは飛行機が島に墜落した直後、生存者たちに指示を出して他の負傷者を救い出させるという重要な役割を担った。彼は墜落6日目に、ブーン・カーライルが溺れているのを助けたが、ジョアナ・ミラーを救うことができなかったことに罪の意識を感じた。次第に生存者たちは、ジャックをリーダーとして当てにするようになるが、彼はその立場に就くのに気を重くしていた。やがて寝る暇もなくなり、ジャックはジャングルで死んだはずの彼の父親の幻覚を見て追いかけ始め、とある洞窟の中で父の棺を発見するが、それは空だった。ジャックは、島で生き延びるためにビーチから洞窟に移動するべきだと主張し、結果、生存者グループは二手に分かれる。
チャーリーとクレアがイーサンによって連れ去られたとき、ジャックはすぐさま追跡を開始する。木に吊るされたチャーリーを発見し、蘇生に成功する。その後、ジョン・ロックが重傷を負ったブーンを連れて帰った際にサンファ・クォンと共に治療を施すが、助けられなかった。
翌日、サイードはロックが発見したというハッチにジャックを連れて行く。後日、ダニエル・ルソーがビーチに現れ、他の者たちが近々生存者グループを襲撃するだろうと警告する。ジャックはハッチを開けてそこへ避難するべきだと主張し、ケイト、ロック、ハーリー、及びアルツトと共にハッチを開けるためのダイナマイトを取りに行く。

#### シーズン2
ハッチを開けたがジャックは入るべきではないと主張した。ジャックはその後、ケイトとロックを追ってハッチに入り、3年間ハッチで生活し続けていたというデズモンドと再会する。ハッチには、「108分ごとに数字を入力しないと世界が滅亡する」とされるコンピュータがあり、ジャックはロックらと共に交替制でその作業をすることにする。ある日、ジャックとケイトがゴルフをしているとき、大怪我をしたソーヤーを運ぶミスター・エコーと出会う。ジャックは彼らをハッチに連れて行く。そしてジャックは、シャノンがアナ＝ルシアに殺されたと知り、報復しようとするが、それが事故だったと知って止めた。
ジャックがハッチの武器庫へ行くとロックが気を失っており、マイケル・ドーソンが息子を捜すために武装して出て行った。ジャック、ロック、ソーヤーはマイケルを追跡するが、ケイトを人質に取った他のものに遭遇する。ジャックはケイトに怒って、ビーチに戻るまで彼女を無視した。ジャック、ロック、サイードは、ルソーが他のものの一人であると疑って捕えたヘンリー・ゲイルという男をハッチに連れて来て閉じ込める。 その後の間、ゲイルはジャックとロックを巧みな話術で翻弄させ、対立させる。
ジャックとケイトは、ウォルト・ロイドとヘンリーを交換するために他のものと交渉することを決め、同時期に負傷して疲れ果てているマイケルを発見する。ジャックは助け出すためにソーヤーに銃を求めるが、アナ＝ルシアに盗られていたことに気づく。そしてハッチへ行くとアナ＝ルシアが殺されて、リビーとマイケルが重傷を負っていた。やがてリビーも死亡し、他のものたちのキャンプをマイケルに案内してもらうことにする。サイードはマイケルが裏切り者かもしれないとジャックに警告する。ジャックはキャンプへ向かう途中、マイケルに詰め寄るが、直後に他のものたちが現れて捕えられてしまう。

#### シーズン3,4,5,6
医者として現場復帰。ケイトと生活し、後に婚約するも父クリスチャンの幻影に悩まされ徐々に精神的に追い詰められていき、酒とオキシコドン乱用に溺れていく。アジラ航空316便に乗り再度島へ戻るが、フラッシュにより1977年時代の島に到着する